# Małgorzata Kożuchowska
Małgorzata Dorota Kożuchowska (27 de abril de 1971) es una actriz y presentadora de televisión polaca. Conocida como Hanna Mostowiak en la muy popular serie de televisión polaca, M jak miłość, Ewa Szańska en las películas Kiler y Kiler-ów 2-óch, y Natalia Boska en Rodzinka.pl.
Fue condecorada con la Medalla al Mérito Cultural «Gloria Artis» y la Orden Polonia Restituta.

## Vida y carrera
Es la hija mayor de Leszek Kożuchowski, doctor en ciencias pedagógicas, y Jadwiga Kozuchowska, maestra. Tiene dos hermanas, Maja y Hanna. Creció en Toruń.
En 1994, se graduó de la Academia Nacional de Arte Dramático Aleksander Zelwerowicz en Varsovia. Después de obtener su diploma, se unió al conjunto del Teatro Dramático de Varsovia, con el que estuvo hasta 2005. Luego trabajó como actriz en el Teatro Nacional hasta 2014. También trabajó con los teatros de Varsovia: Na Woli, Komedia e IMKA, además del Centro Cultural Nacional de Varsovia, el Teatro Polaco de Bielsko-Biała, el Teatro de la Radio Polaca y el Teatro de la Televisión Polaca.
Obtuvo popularidad por sus papeles en cine y televisión en producciones como Kiler (1997), Kiler-ów 2-óch (1999), M jak miłość (2000-2011), Zróbmy sobie wnuka (2003), Tylko miłość (2007-2009), Rodzinka.pl (2011-2020), Prawo Agaty (2012-2015) y Druga szansa (2016-2018).
También ha realizado doblajes; prestó la voz de Gloria en Madagascar (2005), Madagascar 2: Escape de África (2008) y Madagascar 3: Europe's Most Wanted (2012), y la Reina Blanca en Alicia en el país de las maravillas (2010) y Alicia a través del espejo (2016).
Condujo el programa de TVP1 My, Wy, Oni.
Fue embajadora de las marcas de cosméticos Kolastyna y Avon, y apareció en campañas publicitarias del grupo asegurador Aviva, el centro comercial Bonarka City Center y la empresa de joyería Tous .
En 2006, lanzó su álbum de estudio debut W futrze, que grabó con la banda Futro. El álbum fue un suplemento de la revista Elle y fue lanzado bajo los auspicios de Radio PiN.
Desde octubre de 2007 es embajadora y desde junio de 2010 también miembro del Consejo de Programa de la Fundación Mam Marzenie.
En 2011, recibió la Medalla St. Brother Albert por su apoyo a las personas con discapacidad.
Desde noviembre de 2012 publica en el semanario Sieci.
De 2018 a 2020, fue vicepresidenta de la Unión de Artistas Escénicos Polacos.

## Vida privada
Está casada con Bartłomiej Wróblewski. La boda tuvo lugar en 2008 en la Iglesia de la Santa Cruz en Varsovia. La pareja fue casada por el padre Piotr Pawlukiewicz. Tienen un hijo, Jan Franciszek (nacido el 10 de octubre de 2014). Es católica practicante.

## Filmografía
- 1994: Ptaszka como María
- 1994: Oczy niebieskie como Harcerka
- 1994-1995: Gimnasio como Maryjka
- 1995: Młode wilki como Marzanna
- 1996: Sukces... como Kochanka Kaweckiego
- 1996: Pasaż (Pasaje) como Betty
- 1997: Pierwsza miłość como Ela
- 1997: Zaklęta como Ola
- 1997: Kiler como Ewa Szańska
- 1997: Rodziców nie ma w domu como Kosa
- 1997: Sława i chwała como mujeres
- 1997: Złotopolscy como Jagoda (1998)
- 1998: Matki, żony i kochanki (serie II) como Edyta
- 1999: Premio Uciekając
- 1999-2005: Na dobre i na złe como Jolanta Majewska (1999)
- 1999: Lote 001 como Agata
- 1999: Kiler-ów 2-óch como Ewa Szańska
- 2000-2011: M jak miłość como Hanna Mostowiak
- 2000-2001: Przeprowadzki como Lilianna Hirsz
- 2000: Co nie jest snem (obra de televisión) como Eunice
- 2001: Wtorek como Małgosia
- 2002: Krzyżacy 2 como Danusia
- 2003: Zróbmy sobie wnuka como Zosia Koselówna
- 2003: Superproducción
- 2003: Lento como Super Girl
- 2004: Kilka godzin z Claire como Claire
- 2005: M jak miłość, czyli poznajmy się como ella misma
- 2005: Komornik como Anna
- 2006: Vivir y morir
- 2007: Dlaczego nie! como renata
- 2007: Hania como Kasia
- 2011-2020: Serie Rodzinka.pl como Natalia Boska
- 2012-2013: Serie Prawo Agaty como Maria Okońska
- 2016-2018: serie Druga szansa como Monika Borecka
- 2018: Las plagas de Breslavia como Helena Rus
- 2019: La serie Motive como Luiza Porębska

## Doblaje polaco

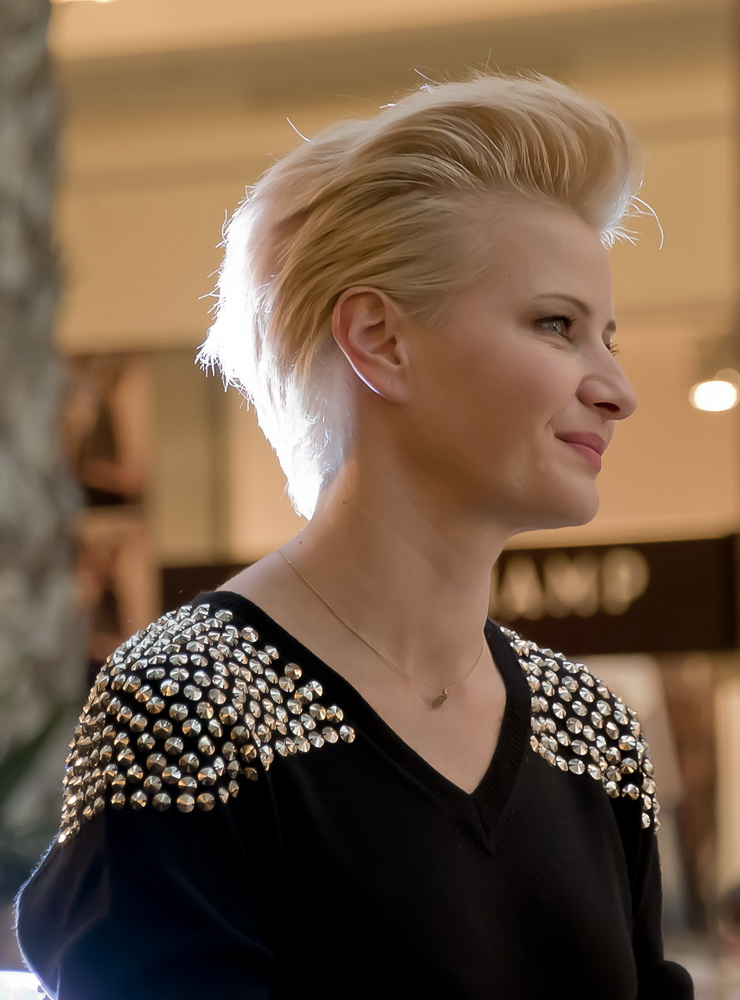
Małgorzata Kożuchowska, 2013

- 1993: Kalifornia, como Adele Corners
- 1994: Molly, como Daniela
- 2001: Monsters, Inc., como Celinka
- 2001: ¡El regreso de Mewtwo!, como Dominó 009
- 2001: La dama y el vagabundo II: La aventura de Scamp, como Lili
- 2001-2003: Braceface, como Sharon Spitz
- 2003: Vieja escuela, como Heidi
- 2004: Pinocho 3000 como Pinokio
- 2004: La vuelta al mundo en 80 días, como Monique
- 2005: Valiente, como Charllote De Gaulle
- 2005: Madagascar, como Gloria
- 2006: Franklin y el tesoro de Turtle Lake - canta
- 2006: El héroe de todos, como Yankee Irving
- 2008: Madagascar 2, como Gloria
- 2010: Alicia en el país de las maravillas, como Reina Blanca
- 2010: Belka y Strelka. Zvezdnye sobaki, como Belka
- 2010: Feliz Madagascar, como Gloria
- 2012: Madagascar 3, como Gloria
- 2013: Kumba, como Mama W.

## Teatro
Teatro Dramatyczny de Varsovia
- 1994: Człowiek en La Manchy
- 1994: Szósty stopień oddalenia, como Tess
- 1995: Przygody Tomka Sawyera, como Ciocia
- 1995: Magia grzechu, como Łakomstwo
- 1995: Szkarlatna wyspa
- 1996: Ildefonsjada
- 1996: Jak wam się podoba como Febe y Dworzanin
- 1997: Elektra Sofoklesa
- 1997: Wiśniowy triste como Duniasza
- 1997: Poskromienie złośnicy como Bianka
- 1998: Adam Mickiewicz śmieszy tumani przestrasza
- 1998: Niezidentyfikowane szczątki, como Candy
- 1999: Ópera żebracza Vaclava Havla, como Polly
- 2001: Alicja w krainie czarów, como Królowa
- 2003: Obsługiwałem angielskiego... como Blanche
- 2005: Opowieść o zwyczajnym szaleństwie, como Jana

Comedia teatral en Varsovia
- 2006: Uno como Ryba

El Teatro Nacional
- 2004: Błądzenie po peryferiach como Albertynki, Alicja, Rita
- 2005: Kosmos como Lena
- desde 2007: Miłość na Krymie como Tatiana Jakowlewna Borodina
- desde 2009: Umowa, czyli łajdak ukarany, como Hrabina
- desde 2013: La gata sobre el tejado de zinc caliente, como Margaret

## Premios
- 2004: Premio Telekamera 2004 Mejor Actriz.
- 2004: Pato de oro Mejor actriz
- 2005: Premio Telekamera 2005 Mejor Actriz.
- 2005: Mariposa de plata - para la popularización de un estilo de vida saludable
- 2007: Mujer del año "Glamour" como actriz
- 2008: Súper Jantar
- 2013: ¡Viva! Najpiękniejsi el polaco más hermoso[11]
- 2013: Mujer de la década "Glamour"[12]
- 2013: Crystal Boar - por una cooperación creativa entre actor y director